# Rotary Connection
Rotary Connection est un groupe américain de soul psychédélique originaire de Chicago dans l'Illinois, actif de 1967 à 1974. Durant cette période, le groupe enregistre au total six albums.

## Historique

### Création du groupe
En 1967, Marshall Chess, à la tête du label discographique Chess Records, rencontre Charles Stepney, un arrangeur musical travaillant alors à un projet de symphonie. Intéressé, Chess lui fait part de ses projets musicaux et du genre prévu pour Rotary Connection, ainsi que de son propre intérêt pour la musique classique, lié à celui de sa femme, qui joue fréquemment des morceaux de Beethoven. Il affirme avoir remarqué des liens musicaux entre la musique classique et le rock psychédélique puis demande l'aide de Stepney pour « traduire [ses idées] en musique » ; les deux commencent à se voir régulièrement, ce qui donne confiance à Chess en la réussite de son projet.
Le groupe est créé peu après. Chess souhaite se distinguer du rhythm and blues pour lequel son label est principalement connu. Le nom est trouvé par Rollin Binzer, un consultant publicitaire de Chess Records, et le caractère multiracial permet de « refléter la culture de sa génération ». Marshall Chess décrit le style qu'il imagine comme « soft psychedelic ». Il constitue le groupe en réunissant des membres venus d'autres groupe et d'autres personnes, dont Minnie Riperton, alors réceptionniste chez Chess Records, qui devient la chanteuse principale du groupe. Outre Riperton, une autre chanteuse est engagée, Judy Hauff, une ancienne chanteuse du diocèse de Chicago. Ils sont rejoints par d'anciens membres d'un groupe de musique local — Bobby Simms, Mitch Aliotta et Kenny Venegas, tous trois blancs, ainsi que par Sydney Barnes, un auteur-compositeur afro-américain. Un ensemble à cordes de l'orchestre symphonique de Chicago est également recruté.

### Premier album
Peu après sa création, la formation commence les enregistrements en vue de son premier album, et Stepney est particulièrement nerveux à l'idée de travailler avec de nouveaux musiciens. Les sessions se terminent à l'automne 1967, et sont suivis par plusieurs mois de post-production.
À ce moment-là, Binzer crée la pochette du premier album, sur le devant de laquelle figurent Riperton et Hauff « allongées sur le dos, portant des auréoles et des ailes fleuries et dévoilant leurs épaules nues et leurs jambes nues croisées ». Au dos figure une image des membres du groupe allongés en cercle. Quatre pierres et quatre scarabées, référence aux Rolling Stones et aux Beatles, sont également représentés. Sur la version initiale, Riperton tient une cigarette de marijuana et du cannabis est visible au coin de la pochette, mais l'enseigne Sears menace de ne pas mettre en vente l'album en raison de la présence de drogue. Binzer et Chess doivent réagir, ne pouvant se priver d'un marché si conséquent. Ils décident de remplacer l'image de marijuana par un hippie et réimpriment une nouvelle série de couvertures.
En décembre 1967, Chess annonce la création de Rotary Connection, qu'il décrit comme « un concept plutôt qu'un groupe ». Il déclare au magazine Billboard vouloir faire jouer le groupe en tournée, en utilisant des « effets psychédéliques et même des odeurs ». Il est persuadé que la musique de Rotary Connection trouvera une audience, avec la création de nouvelles radios prêtes à jouer des morceaux originaux, et que cela incitera des DJ à passer à leur tour leurs chansons.
En 1968 sort le premier album, un long play intitulé Rotary Connection. Composé de 20 titres et utilisant de nouvelles techniques d'ingénierie électronique, il rencontre un succès important à Chicago, devenant un hit. Un journaliste décrit Rotary Connection comme « un groupe de soul psychédélique », capable de chanter « des harmonies vocales complexes sur fond de sons électriques ». Pour The Virginian-Pilot, Rotary Connection est « un groupe de rock psychédélique ambitieux ». De grandes radios blanches jouent Rotary Connection, et les ventes s'envolent, en particulier dans le Midwest. L'album reste pendant 34 semaines au classement Billboard, et environ la même durée au classement Cash Box. Cependant, le succès reste limité au niveau national, révélant les limites de la maison de disques.

### Suite de carrière
En 1968, leurs deuxième et troisième albums, Aladdin et Peace, sortent également. Aladdin a la même tonalité que leur premier album mais inclut uniquement des compositions originales. Il se classe dans les charts, toutefois il a moins de succès que leur premier disque.
En mai 1968 sort l'album Electric Mud de Muddy Waters pour le label Chess, premier né d'un diptyque de blues psychédélique voulu par Marshall Chess, suivi en 1969 par The Howlin' Wolf Album de Howlin' Wolf, autre bluesman historiquement signé chez Chess Records. Les musiciens de Rotary Connection, dont l'album éponyme est également le premier sorti sous la filiale Cadet Records, sont appelés en studio pour produire de nouveaux arrangements et enregistrer plusieurs morceaux issus des répertoires classiques des deux bluesmen, en vue de sortir deux albums expérimentaux sur ce même nouveau label. Electric Mud connaît un certain succès, notamment en Angleterre, mais The Howlin' Wolf Album peine à trouver son public, peut-être en raison de sa pochette provoquante affichant le dégoût du bluesman pour cette expérience psychédélique jugée éloignée de l'âme originelle du Chicago blues (en lettres noires sur fond blanc, la pochette indique "Voici le nouvel album de Howlin' Wolf. Il ne l'aime pas. Il n'aimait pas sa guitare électrique au début non plus."). Ces deux albums psychédéliques sont aujourd'hui considérés comme le meilleur travail de Rotary Connection (dont il est question dans le documentaire Godfathers and Sons de Marc Levin pour la série The Blues produite par Martin Scorsese), des classiques des deux bluesmen et des jalons importants de l'histoire de la musique américaine marquant l'ouverture, consentie ou forcée, des plus dignes représentants du blues aux genres nouveaux qui en sont largement originaires. Cette ouverture sera confirmée quelques années plus tard par The London Howlin' Wolf Sessions en 1971 et The London Muddy Waters Sessions en 1972, albums enregistrés avec de célèbres musiciens britanniques et irlandais comme Eric Clapton, Rory Gallagher, Steve Winwood, Rick Gretch, Charlie Watts ou Mitch Mitchell, tous considérablement influencés par ces deux bluesmen. 
Peace sort juste avant Noël 1968 et se dote d'une campagne de promotion bien plus revendicative et provocatrice. Binzer, ayant participé à la manifestation d'opposition à la guerre du Viêt Nam de Lincoln Park, a encore en mémoire la répression policière subie par les militants. Sur les affiches publicitaires, il représente le Père Noël, blessé sur un brancard à Lincoln Park, sa hotte déchirée, une arme reposant à côté. L'affiche fait la une du magazine Billboard le 7 décembre, mais déplaît fortement au responsable du label, Leonard Chess, pour qui malgré l'originalité de la campagne, elle nuit aux affaires de la marque ; certains magasins refusant de mettre l'album en vente. Il convoque Binzer, ne le licencie pas, mais fait comprendre à l'équipe qu'il ne souhaite plus de publicités si provocatrices. Des représailles financières suivent également, encore plusieurs mois après. De son côté, Billboard s'explique dans un éditorial le 21 décembre.
Entre 1969 et 1971 suivent trois autres albums, dont Hey Love en 1971, sur lequel le groupe est crédité sous le nom de New Rotary Connection.

## Discographie
- 1968 : Rotary Connection
- 1968 : Aladdin
- 1968 : Peace
- 1969 : Songs
- 1970 : Dinner Music
- 1970 : Hey Love (comme the New Rotary Connection)